# HMS Rawalpindi
Il Rawalpindi era una nave civile militarizzata, definita «incrociatore ausiliario», e utilizzata nella Royal Navy durante le prime settimane della seconda guerra mondiale, fino alla sua perdita per mano delle navi da battaglia Scharnhorst e Gneisenau.

## L'inizio
Questa nave venne completata come passeggeri nel 1925, ma allo scoppio della seconda guerra mondiale ebbe un ruolo diverso da quello di trasporto civile: le missioni di pattugliamento nelle acque settentrionali, specialmente lo stretto di Danimarca. Come nella prima guerra mondiale, infatti, la Royal Navy predispose rapidamente una forza navale per sbarrare lo stretto di Danimarca e le altre zone di mare tra la Scozia e la Groenlandia, per impedire l'accesso all'Atlantico settentrionale alle navi corsare tedesche.
Siccome le navi di linea erano giudicate troppo poche per tale pur vitale compito, per non parlare della scorta ai convogli provenienti dagli Stati Uniti, si ricorse all'armamento di grandi bastimenti passeggeri, che già un mese dopo lo scoppio della guerra erano stati trasformati in 13 esemplari, per svolgere la funzione di incrociatori ausiliari. Queste grandi e vulnerabili navi vennero essenzialmente armate con una batteria di cannoni da 152mm residuati della precedente guerra, con una gittata di circa 13 km e affusti singoli scudati. Vennero anche aggiunte altre armi leggere, come anche un paio di cannoni da 76mm per una certa difesa contraerea. La loro potenza di fuoco era rimarchevole, ma nondimeno non erano in grado di competere con navi più potenti di un cacciatorpediniere, mentre in alto mare ci si poteva aspettare essenzialmente navi ben più pericolose, come anche i sommergibili, per i quali le lunghe fiancate, totalmente sprotette, di queste navi erano bersagli perfetti per mandare a segno siluri.

## L'ultimo giorno delRawalpindi
Il 23 novembre 1939 era un giorno particolarmente affollato nel traffico di navi nelle acque settentrionali. Nel tratto di mare Far Øer-Islanda si trovavano quattro incrociatori leggeri e quattro incrociatori ausiliari: il Rawalpindi, assieme alle gemelle Rajputana, Ranchi e Rampura.
Fu proprio questa nave, così debole e lenta, che avvistò le navi tedesche, ritenendo che si trattasse di una sola panzerschiffe (cioè una corazzata). Vi era una fitta nebbia e il Rawalpindi non aveva il radar. Quando le distanze calarono ci si rese conto che si trattava di una forza decisamente più imponente.
Il 21 novembre erano partite infatti dalla Germania le 2 navi da battaglia gemelle Scharnhorst e Gneisenau, al comando dell'Ammiraglio Wilhelm Marschall, e nonostante la navigazione provocasse danni ed avarie a causa del maltempo con vento forza 8, con infiltrazioni d'acqua a prua, esse riuscirono nell'intento di eludere la ricognizione inglese.
La mattina del 23 con l'allora nuovissimo radar localizzarono la costa dell'arcipelago Fær Øer a 37 km, poi virarono ancora ed evitarono la Calypso (senza accorgersene). Verso le 16:07 le vedette della Scharnhorst segnalarono una nave sconosciuta, che era la più debole dello schieramento inglese, per l'appunto la Rawalpindi. Questa aveva avvistato fin dalle 14:37 la nave tedesca, anche se la scambiò per una panzerschiffe, più lenta, e forse anche per questo reputava di poterle sfuggire meglio. Quando la Scharnhorst si avvicinò per segnalare alla nave inglese di fermarsi, questa in risposta lanciò il messaggio radio sull'avvistamento di un incrociatore da battaglia nemico. Poi scappò cercando la salvezza in un banco di nebbia, ma la nave tedesca la precedette tagliandole la strada e inducendolo a puntare contro un iceberg. A quel punto una vedetta segnalò un'altra nave, che il comandante Edward Coverley Kennedy sperò fosse uno dei pur numerosi incrociatori inglesi stazionanti nelle vicinanze, e subito fece rotta verso di questa. Invece si trattava della Gneisenau.

### Gli 8 minuti di fuoco
All'intimazione di abbandonare la nave, che per pura casualità era la più debole che pattugliasse quella zona di mare, l'unica cosa che razionalmente poteva fare Kennedy era acconsentire, per evitare spargimenti di sangue sostanzialmente inutili.
Invece, pensando che da un momento all'altro le altre navi inglesi potessero sopraggiungere in aiuto, fece aprire il fuoco con tutti i cannoni e lanciare una cortina nebbiogena. A quel punto la visibilità stava calando da 10 a 7 km e i tedeschi, dopo un colpo accidentalmente partito durante le intimazioni di sbarco, a partire dalle 17:04 spararono sul serio: subito una serie di cannonate uccise tutti gli uomini del ponte lance tranne il comandante, un ufficiale e un marinaio. Gli elevatori delle munizioni rimasero senza corrente elettrica, causa la distruzione del generatore principale, mentre 2 pezzi di artiglieria erano fuori uso. Le cabine passeggeri erano ancora arredate in maniera normale, e a poco servirono le catene di secchi per fermare le fiamme. Nel frattempo, il timone era fuori uso, ma i motori stavano erogando potenza per ben 21 nodi, che tuttavia non riuscirono ad aiutare lo sfortunato bastimento.
Kennedy sperava nei fumogeni e nella nebbia per resistere: se gli incrociatori inglesi fossero piombati in scena forse avrebbero potuto sorprendere la formazione tedesca e causare dei danni con i siluri: ma anche i nebbiogeni di poppa vennero messi fuori uso, allora insieme a due altri marinai cercò di riattivarli. Un'ulteriore cannonata li uccise tutti, lasciando la nave senza difese e senza comandante.
Dopo appena otto minuti, la Rawalpindi stava già affondando e pertanto venne dato ordine di cessare il fuoco. Erano le 17:12 e nel breve scontro le navi tedesche, dopo aver preso in mezzo la Rawalpindi l'avevano tempestato sparando ben 52 colpi da 280mm e 125 da 150mm per l'ammiraglia Gneisenau, e addirittura 89 da 280mm e 109 da 150mm per la Scharnhorst.
La Rawalpindi fece fuoco con tutti i cannoni non messi fuori uso nonostante stesse già affondando nelle acque gelide. Riuscì persino a mettere a segno un colpo sulla Scharnhorst. Smise solo quando subì un'esplosione a bordo molto potente, e a quel punto vennero lanciati segnali pirotecnici di aiuto. Le navi tedesche si fermarono per raccogliere i naufraghi, recuperando 27 uomini in tutto. A quel punto, 45 minuti dall'inizio dello scontro, venne avvistata la sagoma di una nave, il che impedì di salvare un'altra scialuppa di salvataggio. L'allarme non era immotivato, si trattava dell'incrociatore leggero Newcastle, classe Town, con 6 tubi di lancio da 533mm. La nave inglese non avrebbe potuto chiedere di meglio se non di trovare, per i suoi siluri, 2 grandi bersagli immobili, però non venne aperto il fuoco. Ma nemmeno le navi tedesche, apparentemente sorprese, lo fecero, per cui non vi fu modo di trarre vantaggio dalla situazione creatasi, che in definitiva era davvero quella nella quale sperava il comandante Kennedy, realizzata ma invano. Da notare che anche la resa della nave, con il trasbordo dell'equipaggio, avrebbe prodotto lo stesso effetto, senza che 300 marinai inglesi restassero uccisi in battaglia.

## Epilogo
L'episodio del Rawalpindi, che nonostante la totale inferiorità contro la formazione tedesca e la richiesta di resa, per tacere la minaccia delle gelide acque per qualunque naufrago, combatté fino alla fine, è uno dei più valorosi della storia della marina inglese e in generale, delle navi della seconda guerra mondiale.
Le navi tedesche si disimpegnarono e tornarono in Germania dopo alcuni giorni, a causa delle cattive condizioni del tempo. La loro missione fu giudicata ufficialmente un successo, ma in realtà la gestione dell'azione venne criticata dagli alti comandi della Marina tedesca per vari motivi, tra cui l'esitazione ad affrontare unità siluranti nemiche.